# Бойко Анжела Іванівна
Анжела Іванівна Бойко (нар. 7 січня 1970, Черкаси) — українська вчена в галузі філософії. Докторка філософських наук, професорка. Академікиня Академії наук вищої школи України за науковим відділенням історії, філософії та українознавства (2016). Дійсна членкиня (академікиня) Академії політико-правових наук України. Працює в Черкаському державному технологічному університеті викладачкою, доценткою, професоркою, завідувачкою кафедри філософських і політичних наук.

## Біографія
Анжела Іванівна Бойко народилася 7 січня 1970 року в місті Черкаси Черкаської області Української РСР.
Закінчила філософський факультет Київського державного університету імені Тараса Шевченка за фахом соціально-політичні науки. Навчалася в аспірантурі Черкаського державного технологічного університету.
У 2002 році захистила кандидатську дисертацію за темою «Світоглядні орієнтації пострадянської людини (соціально-філософський аналіз)», а докторську — 2010 року за темою «Філософія модернізації освіти в умовах ринкових трансформацій: світоглядно-філософський аналіз».
У 2004 році здобула вчене звання доцентки кафедри філософії.
Докторантуру закінчила в Національному педагогічному університеті імені Михайла Драгоманова.
У 2021 році здобула вчене звання професорки кафедри філософських і політичних наук.
З 1992 року по теперішній час працює в Черкаському державному технологічному університеті на посадах викладача, старшого викладача, доцента, професора. З 2015 року і по теперішній час — завідувач кафедри філософських і політичних наук.

## Наукова діяльність
У науковому доробку має 112 публікацій, з них 95 наукових та 12 навчально-методичного характеру, у тому числі наукові праці, опубліковані в українських і міжнародних рецензованих фахових виданнях. Керівниця наукових тем: «Філософські основи соціально-політичного прогнозування» д.р.н. 0117U007472, «Гуманітарні аспекти національної безпеки держави» д.р.н. 0121 U110764. Підготувала трьох кандидатів філософських наук. Наукова керівниця п'ятьох аспірантів.

### Монографії
- «Філософія модернізації освіти в системі ринкових трансформацій: світогляднофілософський аналіз: [монографія]» / Бойко А.І. – К.: Знання України, 2009. – 379 с.
- «Філософські проблеми ХХІ століття: Монографія» / За заг. ред. А.І.Бойко – Черкаси: ФОП Гордієнко Є.І., 2016. 210 с.
- «Сучасна філософія: основні розділи, поняття, проблеми, ідеї. Навчальний посібник» / А.І.Бойко, І.П.Гудима, О.В.Кулешов, Т.О.Дроздова, В.С.Даценко, О.М.Кожемякіна [За ред. О.В.Кулєшова О.В]; М-во освіти і науки України, Черкас. держ. технол. ун-т. – Черкаси : ФОП Гордієнко Є.І., 2017. – 156 с.

### Авторські курси
- Філософія управлінської діяльності
- Гуманітарні аспекти національної безпеки держави
- Сучасні тенденції в політичній філософії

## Членство
- Членкиня Науково-методичної комісії з філософії Міністерства освіти і науки України (з 2019)
- Експертка НФДУ
- Гарантка освітньої програми Політична філософія спеціальності 033 Філософія (з 2016)
- Членкиня Асоціації дослідників вищої освіти (з 2017)
- Експертка Національного Агентства забезпечення якості вищої освіти (з 2020)
- Голова редакційної колегії видання «Гуманітарний вісник Черкаського державного технологічного університету. Серія Філософія. Історія. Культура»
- Голова оргкомітету щорічної науково-практичної конференції «Соціальні та гуманітарні технології: філософсько-освітній аспект»

## Нагороди
- Грамота Міністерства освіти і науки України
- Грамота Черкаської обласної адміністрації
- Грамота Черкаської обласної ради
- Медаль «За заслуги перед м. Черкаси» Черкаської міської ради